# William Gott
William Henry Ewart "Strafer" Gott (Scarborough, 13 augustus 1897 – 7 augustus 1942) was een Britse officier tijdens de Eerste Wereldoorlog en de Tweede Wereldoorlog en bereikte de rang van luitenant-generaal bij het Britse Achtste Leger.

## Biografie
Gott studeerde aan het Harrow College en de Royal Military Academy Sandhurst. Als officier bij de King's Royal Rifle Corps (KRRC) diende Gott bij de British Expeditionary Force in Frankrijk tijdens de Eerste Wereldoorlog. Zijn bijnaam was een woordspelling op de uitdrukking 'Gott strafe England'. Tijdens het interbellum diende Gott voornamelijk in India.
Gott arriveerde in 1939 in Egypte met als rang luitenant-kolonel en voerde het bevel over het 1ste Bataljon van de King’s Royal Rifle Corps. Hij was achtereenvolgens General Staff Officer, Grade I (rang luitenant-kolonel), bevelhebber van de Support Group (brigadier) en commanding officer (generaal-majoor) van de beroemde 7th Armoured Division (de Desert Rats). Aan het begin van 1942 werd Gott bevorderd tot luitenant-generaal en het bevel gegeven over de XIII Corps en hij leidde die formatie tijdens de Slag bij Gazala en de Eerste Slag bij El Alamein. Hij was een man met een agressieve persoonlijkheid, was makkelijk in de omgang en was populair onder zijn soldaten.
In augustus 1942 verwijderde premier Winston Churchill generaal Claude Auchinleck als opperbevelhebber van het Midden-Oosten en General Officer Commanding van het Achtste Leger, Gott’s agressiviteit en ietwat onstuimige persoonlijkheid sprak Churchill aan en Gott werd gekozen om het Achtste Leger te gaan leiden.

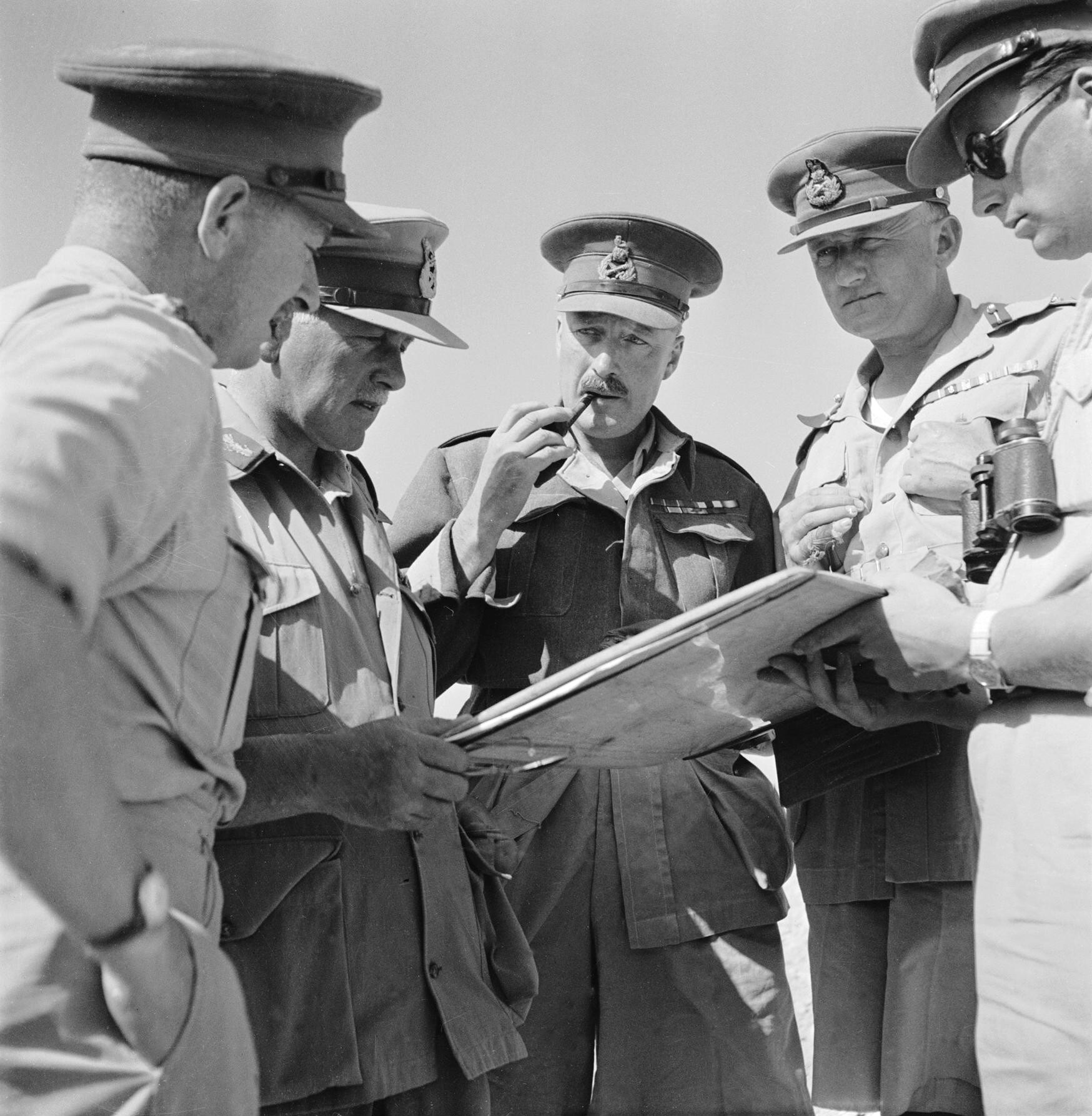
Gott, tweede van rechts, tijdens een briefing door Generaal Neil Ritchie (pijp rokend)

Nog voordat hij op zijn post kon beginnen kwam Gott om toen hij in een transportvliegtuig Bristol Bombay zat toen dat neergehaald werd door de Duitse vlieg-aas Emil Clade. Gott werd vervangen door luitenant-generaal Bernard Montgomery.
Gott is begraven in de Commonwealth War Grave op het El Alamein War Cemetery.

## Militaire loopbaan
- Second Lieutenant: 17 februari 1915[1]
- Lieutenant: 25 augustus 1916[1]
- Captain: 22 januari 1921[1]
- Major: 21 juli 1934[1]
- Lieutenant-Colonel: 30 oktober 1938[1]
- Waarnemend Colonel: 16 februari 1940[1]
- Waarnemend Brigadier: 16 februari 1940[1]
- Tijdelijk Colonel: 16 augustus 1940[1]
- Tijdelijk Brigadier: 16 augustus 1940[1]
- Waarnemend Major-General: 6 september 1941[1]
- Colonel: 21 oktober 1941[1]
- Waarnemend Lieutenant-General: 9 februari 1942[1]

## Decoraties
- Lid in de Orde van het Bad op 6 augustus 1942[1]
- Commander of the Order of the British Empire op 8 juli 1941[1]
- Orde van Voorname Dienst op 1 april 1941[1]
  - Gesp op 30 december 1941[1]
- Military Cross op 30 januari 1920[1]
- Britse Oorlogsmedaille[1]
- Overwinningsmedaille (Verenigd Koninkrijk)[1]
- 1914-15 Ster
- 1939-1945 Ster
- Afrika Ster (8e Leger (Verenigd Koninkrijk))
- War Medal 1939-1945

- Bibliothèque nationale de France: cb165810493 (data)
- Gemeinsame Normdatei: 1045802530
- International Standard Name Identifier: 0000 0004 2514 5492
- Library of Congress Control Number: no2014001654
- SNAC: w64w1nt1
- Virtual International Authority File: 306001610
- WorldCat: E39PBJk4yKVcrYkMvqHhPcJYyd